# Bloomfield Township (Winneshiek County, Iowa)
Bloomfield Township is een township in Winneshiek County in de Amerikaanse staat Iowa. In 2010 telde het 546 inwoners.

## Geografie
Het township heeft een totale oppervlakte van 93,68 km², hiervan bestaat 0,02 km² uit oppervlaktewater.

## Demografie
De etnische opbouw was in 2010 als volgt:
- Blanken: 98,35%
- Afro-Amerikanen: 0,0%
- Indianen: 0,0%
- Aziaten: 0,0%
- Pacifische eilanders: 0,0%
- Andere etniciteiten: 0,18%
- Twee of meer etniciteiten: 1,47%

Van de gehele bevolking was ook 2,2% van hispanische afkomst.